# Arquidiócesis de Anchorage-Juneau
La arquidiócesis de Anchorage-Juneau (en latín: Archidioecesis Ancoragien(sis)-Junellen(sis) y en inglés: Roman Catholic Archdiocese of Anchorage–Juneau) es una circunscripción eclesiástica de la Iglesia católica en Estados Unidos. Se trata de una arquidiócesis latina, sede metropolitana de la provincia eclesiástica de Anchorage-Juneau. Desde el 19 de mayo de 2020 su arzobispo es Andrew Eugene Bellisario, de la Congregación de la Misión. 

## Territorio y organización

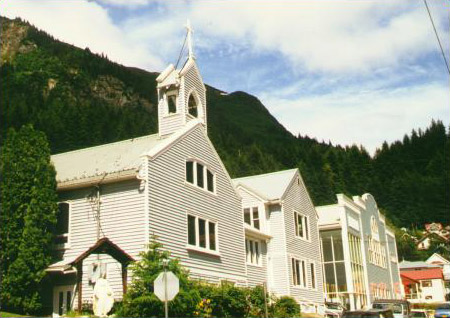
Concatedral de la Natividad de la Santísima Virgen María, en Juneau

La arquidiócesis tiene 320 932 km² y extiende su jurisdicción sobre los fieles católicos de rito latino residentes en la parte meridional del estado de Alaska, incluyendo: Alaska sud-oriental, Alaska centro-meridional, gran parte de Alaska sudoccidental y las islas Aleutianas.

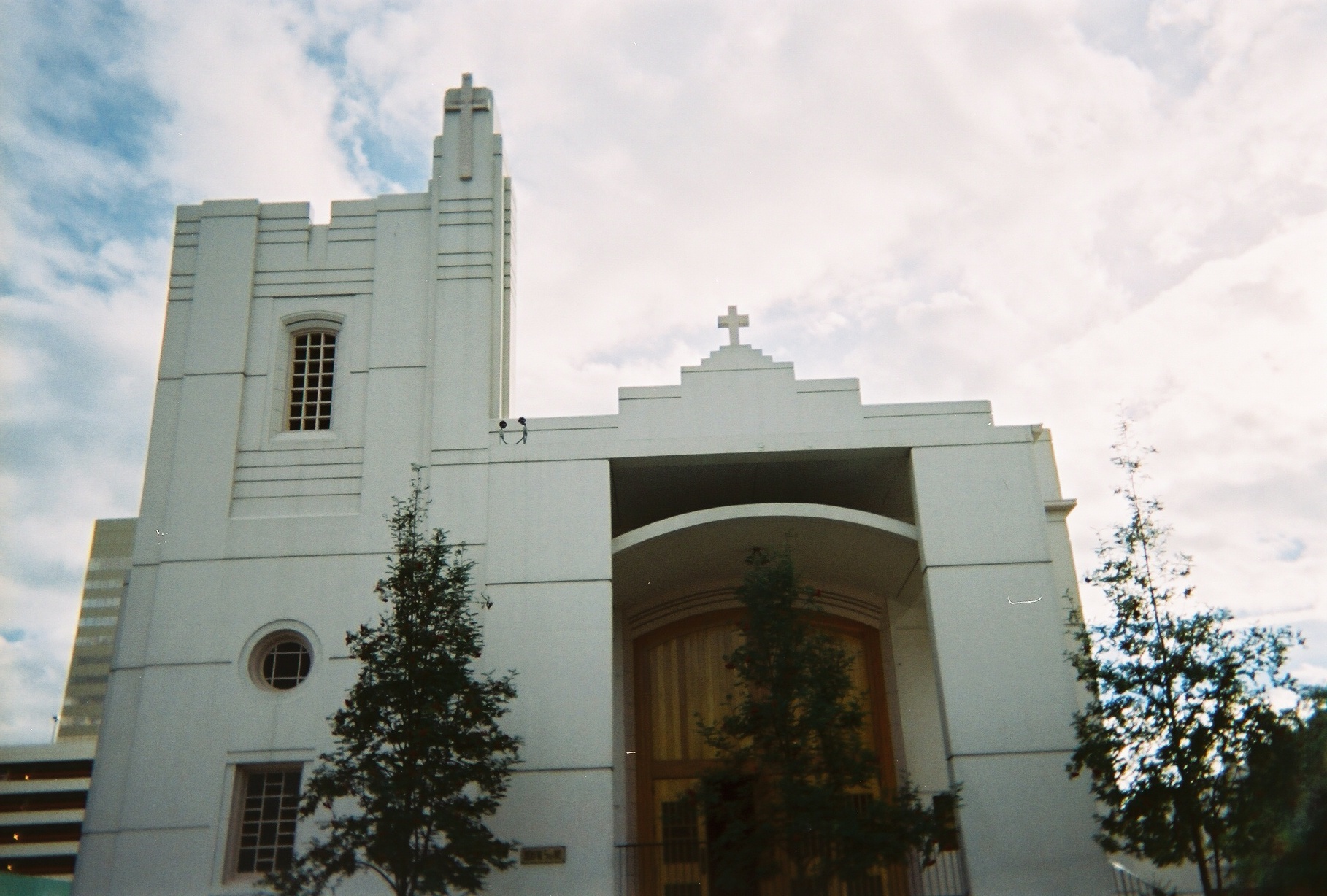
Excatedral de la Sagrada Familia, en Anchorage

La sede de la arquidiócesis se encuentra en la ciudad de Anchorage, en donde se halla la Catedral de Nuestra Señora de Guadalupe y la excatedral de la Sagrada Familia (fue la catedral de la arquidiócesis de Anchorage hasta el 19 de mayo de 2020). En Juneau se encuentra la Concatedral de la Natividad de la Santísima Virgen María.
La arquidiócesis tiene como sufragánea a la diócesis de Fairbanks.
En 2022 en la arquidiócesis existían 32 parroquias.

## Historia

### Diócesis de Juneau
La diócesis de Juneau fue erigida el 23 de junio de 1951 mediante la bula Evangelii Praeconum del papa Pío XII, obteniendo el territorio del vicariato apostólico de Alaska (hoy diócesis de Fairbanks).
Antes de la unión con Anchorage, el territorio se extendía sobre 97 258 km² y estaba dividido en 9 parroquias.

### Arquidiócesis de Anchorage
El Viernes Santo de 1964 un terremoto de magnitud 9.2 devastó el centro-sur de Alaska. El delegado apostólico acudió a observar los daños y, al hacerlo, vio que Anchorage se convertiría en un centro de crecimiento tanto estatal como espiritual. En vista de eso, la arquidiócesis de Anchorage fue erigida el 22 de enero de 1966 mediante la bula Quam verae del papa Pablo VI, obteniendo el territorio de las diócesis de Juneau y Fairbanks. La gran población creciente de Anchorage, ayudó a la creación de una nueva arquidiócesis en la ciudad, en vez de elevar a ese rango a la ya existente diócesis de la capital estatal Juneau.
El 28 de abril de 1967, con la carta apostólica Praestans opificum, el papa Pablo VI proclamó a san José Obrero patrono principal de la arquidiócesis.
La arquidiócesis fue visitada por el papa Juan Pablo II el 26 de febrero de 1981, cuando se celebró la misa en el parque de Anchorage ante 50 000 personas.
El arzobispo Roger Schwietz solicitó a la Santa Sede en 2013 que la iglesia de Nuestra Señora de Guadalupe fuera nombrada concatedral y que la de Sagrada Familia se mantuviera como catedral histórica. En octubre de 2014, la petición fue aprobada y Nuestra Señora de Guadalupe fue elevada a concatedral el 14 de diciembre de 2014.
Antes de la unión con Juneau, el territorio se extendía sobre 223 674 km² y estaba dividido en 23 parroquias.

### Arquidiócesis de Anchorage-Juneau
El 7 de junio de 2019 el obispo de Juneau, Andrew Eugene Bellisario, fue nombrado administrador apostólico de la arquidiócesis de Anchorage.
El 19 de mayo de 2020 la arquidiócesis de Anchorage y la diócesis de Juneau fueron unidas por el papa Francisco mediante la bula Demandatum nobis; al mismo tiempo, la nueva circunscripción eclesiástica tomó su nombre actual y la catedral fue transferida a la iglesia de Nuestra Señora de Guadalupe.

## Estadísticas
Según el Anuario Pontificio 2023 la arquidiócesis tenía a fines de 2022 un total de 56 000 fieles bautizados.
| Año                                                                             | Población            | Población | Población      | Sacerdotes | Sacerdotes    | Sacerdotes    | Bautizados por sacerdote | Diáconos permanentes | Religiosos | Religiosos | Parroquias |
| Año                                                                             | Bautizados católicos | Total     | % de católicos | Total      | Clero secular | Clero regular | Bautizados por sacerdote | Diáconos permanentes | Varones    | Mujeres    | Parroquias |
| ------------------------------------------------------------------------------- | -------------------- | --------- | -------------- | ---------- | ------------- | ------------- | ------------------------ | -------------------- | ---------- | ---------- | ---------- |
| Arquidiócesis de Anchorage                                                      |                      |           |                |            |               |               |                          |                      |            |            |            |
| 1966                                                                            | 30 000               | 130 000   | 23.1           | 18         | 6             | 12            | 1666                     |                      | 10         | 30         | 9          |
| 1970                                                                            | 35 528               | 141 629   | 25.1           | 33         | 16            | 17            | 1076                     |                      | 19         | 32         | 11         |
| 1976                                                                            | 25 000               | 175 000   | 14.3           | 26         | 14            | 12            | 961                      |                      | 14         | 28         | 18         |
| 1980                                                                            | 20 038               | 206 000   | 9.7            | 37         | 17            | 20            | 541                      | 1                    | 20         | 38         | 20         |
| 1990                                                                            | 21 053               | 220 000   | 9.6            | 36         | 19            | 17            | 584                      | 11                   | 23         | 46         | 21         |
| 1999                                                                            | 29 307               | 389 401   | 7.5            | 28         | 19            | 9             | 1046                     | 12                   | 1          | 41         | 19         |
| 2000                                                                            | 31 071               | 396 801   | 7.8            | 34         | 24            | 10            | 913                      | 16                   | 11         | 44         | 19         |
| 2001                                                                            | 32 364               | 370 376   | 8.7            | 34         | 22            | 12            | 951                      | 15                   | 13         | 42         | 20         |
| 2002                                                                            | 31 112               | 395 951   | 7.9            | 28         | 17            | 11            | 1111                     | 15                   | 13         | 46         | 20         |
| 2003                                                                            | 32 170               | 401 619   | 8.0            | 30         | 20            | 10            | 1072                     | 13                   | 13         | 43         | 20         |
| 2004                                                                            | 29 693               | 345 975   | 8.6            | 32         | 23            | 9             | 927                      | 19                   | 12         | 41         | 20         |
| 2006                                                                            | 28 136               | 437 463   | 6.4            | 30         | 22            | 8             | 937                      | 14                   | 10         | 32         | 20         |
| 2012                                                                            | 33 800               | 460 000   | 7.3            | 32         | 21            | 11            | 1056                     | 16                   | 12         | 19         | 23         |
| 2015                                                                            | 43 761               | 473 348   | 9.2            | 34         | 23            | 11            | 1287                     | 13                   | 12         | 23         | 23         |
| 2018                                                                            | 44 723               | 483 815   | 9.2            | 36         | 24            | 12            | 1242                     | 22                   | 12         | 23         | 23         |
| Arquidiócesis de Anchorage-Juneau                                               |                      |           |                |            |               |               |                          |                      |            |            |            |
| 2020                                                                            | 55 297               | 563 372   | 9.8            | 47         | 34            | 13            | 1178                     | 33                   | 14         | 23         | 32         |
| 2020                                                                            | 55 297               | 641 770   | 8.6            | 43         | 30            | 13            | 1286                     | 33                   | 13         | 25         | 32         |
| 2022                                                                            | 56 000               | 645 000   | 8.7            | 44         | 30            | 14            | 1272                     | 37                   | 15         | 23         | 32         |
| Fuente: Catholic-Hierarchy, que a su vez toma los datos del Anuario Pontificio. |                      |           |                |            |               |               |                          |                      |            |            |            |

Escuelas
- Academia del Santo Rosario, Anchorage
- Lumen Christi Junior/Senior High School, Anchorage

## Episcopologio

### Arzobispos de Anchorage
- John Joseph Thomas Ryan † (7 de febrero de 1966-4 de noviembre de 1975 nombrado arzobispo coadjutor de la arquidiócesis de los Servicios Militares de Estados Unidos)
- Francis Thomas Hurley † (4 de mayo de 1976-3 de marzo de 2001 renunció)
- Roger Lawrence Schwietz, O.M.I. (3 de marzo de 2001 por sucesión-4 de octubre de 2016 retirado)
- Paul Dennis Etienne (4 de octubre de 2016-29 de abril de 2019 nombrado arzobispo coadjutor de Seattle)
  - Andrew Eugene Bellisario, C.M. (7 de junio de 2019-19 de mayo de 2020 nombrado arzobispo de Anchorage-Juneau) (administrador apostólico)

### Arzobispos de Anchorage-Juneau

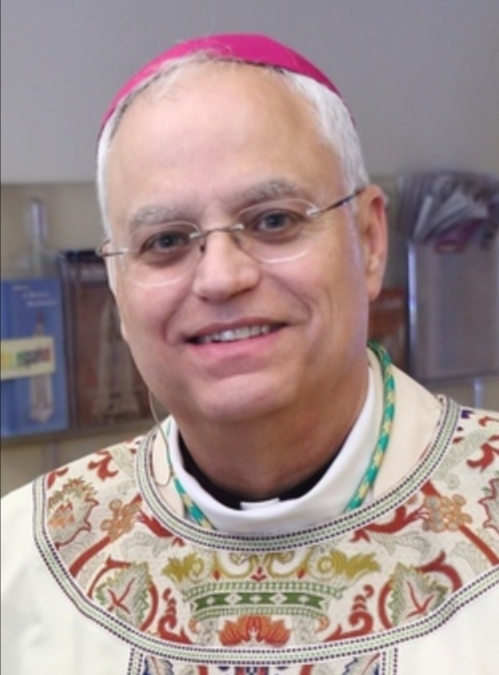
Arzobispo Andrew Eugene Bellisario

- Andrew Eugene Bellisario, C.M., desde el 19 de mayo de 2020